# أوتو إكسبو

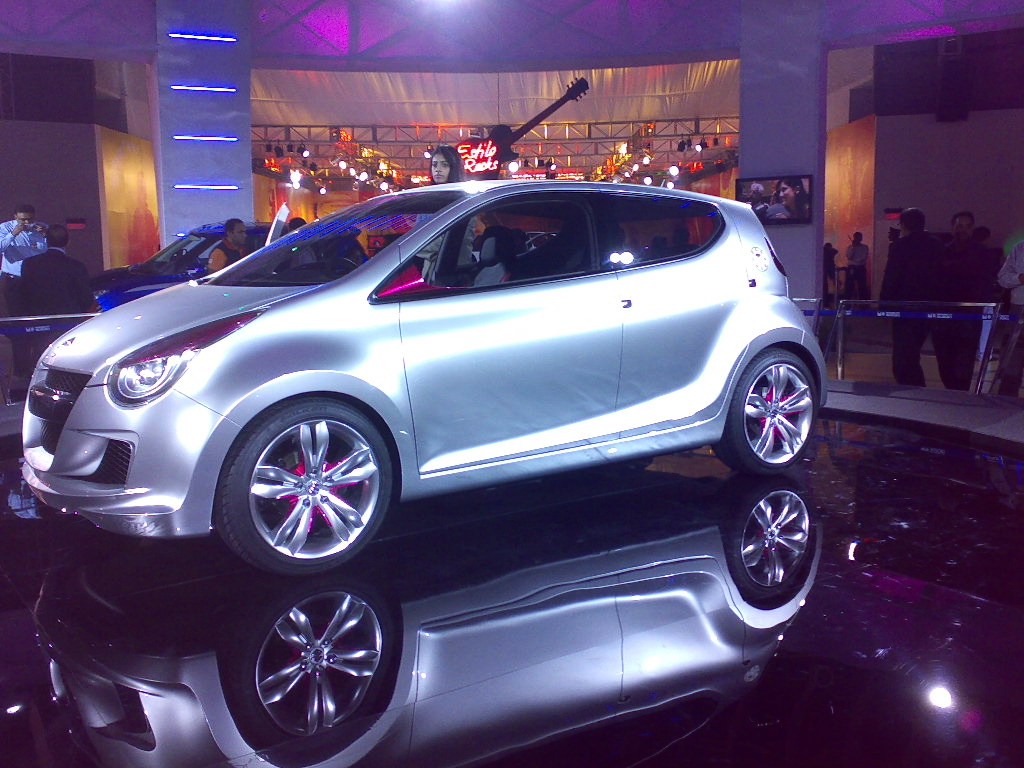

أوتو إكسبو (بالإنجليزية: Auto Expo)‏ هو معرض سيارات سنوي في نيودلهي، الهند، وهو الأكبر في آسيا وثاني أكبر معرض سيارات في العالم. بدأ في عام 1986.